# Ben Weider
Benjamin „Ben” Weider (ur. 1 lutego 1923 w Kurowie lub w Montrealu, zm. 17 października 2008 w Montrealu) – kanadyjski działacz sportowy pochodzenia żydowskiego, współtwórca Międzynarodowej Federacji Kulturystyki IFBB i jej prezes do przejścia na emeryturę w październiku 2006.
Został członkiem Orderu Kanady w 1975 (później awansowany na oficera w 2006) oraz kawalerem francuskiej Legii Honorowej w październiku 2000.
Był bratem Joe Weidera.